# 1348

## Родени
- 2 април – Андроник IV Палеолог, византийски император